# 土门镇 (沂源县)
土门镇是中国山东省淄博市沂源县下辖的一个镇。

## 行政区划
土门镇下辖东松仙岭村、西松仙岭村、董家庄村、芦芽村、陈家山村、水么头河北村、水么头河南村、朱阿村、黄崖村、池埠村、刘家洞村、左家峪村、上土门村、下土门河北村、下土门河南村、龙泉村、九会村、芝芳村、茨峪村、孟坡村、菜园村、大坡村、唐家六村。